# Referendum o gruzijskoj samostalnosti
Referendum o gruzijskoj samostalnosti održan je 31. ožujka 1991. godine. Na tom su referendumu građani Gruzije odlučivali o budućnosti Gruzije odgovarajući na ponuđeno pitanje.
Gruzija je postala četvrta sovjetska republika, nakon tri baltičke države (Litve, Latvije i Estonije), koja je organizirala referendum o pitanju neovisnosti.

## Referendumsko pitanje
Na referendumu su građani odgovarali na sljedeće pitanje:
Na pitanje su građani odgovarali zaokruživanjem  "ZA" ili "PROTIV".

## Rezultati referenduma
Prema službenim rezultatima 99,5% građana je glasovalo za neovisnost Gruzije, a odaziv birača je bio 90,6%. Zbog stalne etničke nesloge, ankete su uglavnom bojkotirali stanovnici Abhazije i Južne Osetije.
Referendum se poklopio s privatnom posjetom bivšeg američkog predsjednika Richarda Nixona, koji je posjetio nekoliko biračkih mjesta u Tbilisiju.
| 99,50% | 0,50%  |  |
| Za     | Protiv |  |

| Izbor                | Glasovi   | %    |
| -------------------- | --------- | ---- |
| za                   | 3,295.493 | 99,5 |
| protiv               | 16.917    | 0,5  |
| nevažeći listići     | 13.690    | -    |
| Ukupno               | 3,326.100 | 100  |
| Izvor: Nohlen et al. |           |      |